# Bogensportgilde Rhein-Wupper

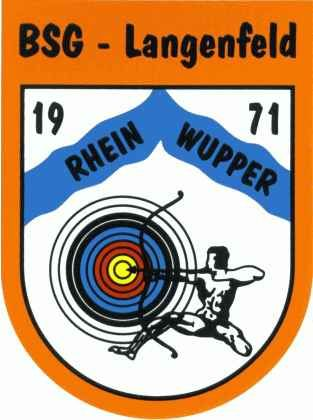
Logo der Bogensportgilde

Die Bogensportgilde Rhein-Wupper e. V. wurde 1971 in Langenfeld (Rheinland) gegründet. Der Verein bietet Schießsport mit allen Bogenarten und Klassen an.
Die Bogensportgilde Rhein-Wupper e. V. ist Mitglied des Deutschen Schützenbundes (DSB) und des Rheinischen Schützenbundes (RSB) und Träger der Sporthilfe e. V. des Landessportbundes NRW.
Die Sportschützen des Vereins schießen den Compoundbogen, Recurvebogen und Langbogen. Der Recurvebogen wird ohne Visier und Stabi in der Blankbogen-Klasse geschossen oder mit Visier und Stabi in der Schützenklasse. Es wird nach Geschlecht in Altersklassen geschossen.

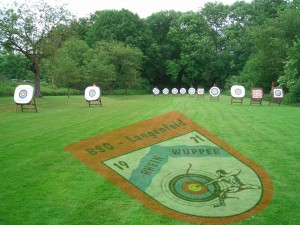
WA-Platz der Bogensportgilde

In der Außensaison wird auf der Bogensportanlage Rudolf-Kronenberg Weg, nähe Gladbacher Hof, im Freien bis 70 Meter geschossen. In der Wintersaison (Oktober–März) wird in der Turnhalle Richrath ausschließlich auf 18 Meter geschossen.
Die Bogensportgilde hält einen WA-Platz sowie ein 3D-Gelände zur Ausübung des Bogensports vor.

## Erfolge
Die sportlichen Turniererfolge der Mannschaft reichen bis zur Teilnahme an Deutschen Meisterschaften und bei einzelnen Schützen der Bogensportgilde Rhein-Wupper bis zum Sieg bei Deutschen Meisterschaften und Europameisterschaften.